# Ocean (Schiffstyp)
Der Ocean-Stückgutschiffstyp, Ocean-Frachter oder Ocean-Klasse, war ein Serienfrachtschiffstyp, der während des Zweiten Weltkriegs auf verschiedenen Werften in den Vereinigten Staaten für Großbritannien gebaut wurde. Der Schiffstyp entstand in 60 Einheiten, deren Namen alle mit „Ocean“ begannen.

## Geschichte
Vor dem Hintergrund des anfangs erfolgreichen deutschen U-Boot-Krieges des Zweiten Weltkriegs kam es auf britischer Seite zu einer Verknappung von Frachtraum. Zwar wurde die Bedeutung des Schiffbaus für die Verteidigung Großbritanniens rasch deutlich, die überwiegend im Kriegsschiffbau beschäftigten Werftindustrie des Vereinigten Königreichs brachte mit dem Typ „Y“ sogar ein erstes britisches Standardschiff auf den Weg, konnte die großen Verluste aber nicht alleine auffangen. Die britische Regierung entschied daher, die British Merchant Shipbuilding Mission, eine Arbeitsgruppe für Frachtschiffsneubau unter der Leitung von Robert Cyril Thompson, dem Geschäftsführer der Werft Joseph L. Thompson and Sons in Sunderland, in die Vereinigten Staaten und nach Kanada zu entsenden.
Die Delegation verließ Großbritannien im September 1940, um so schnell als möglich ein Notbauprogramm für jährlich 60 Standardfrachtschiffe in die Wege zu leiten. Nach dem Vorbild des Typ „Y“ führte die Gruppe Pläne einer vereinfachten Version des 1939 bei Thompson gebauten 10.000 Ladetonnen-Trampdampfers Dorington Court mit sich und überzeugte Admiral Emory S. Land, den Präsidenten der United States Maritime Commission (MARCOM), dass der zwar langsame, aber einfach konstruierte und vor allem schnell zu bauende Trampdampferentwurf in der gegebenen Situation einer höherwertigen aber komplizierteren Konstruktion vorzuziehen sei. Am 20. Dezember 1940 wurden zwei Baukontrakte über jeweils 30 Einheiten auf den erst zu bauenden Werften Todd-Bath Iron Shipbuilding Corporation in Portland, Maine, und Todd-California Shipbuilding Corporation im kalifornischen Richmond sowie mit Henry John Kaiser geschlossen. Der gesamte Baupreis lag bei etwa 96 Millionen US-Dollar. Am 14. April 1941 fand die Kiellegung des ersten Ocean-Neubaus, der Ocean Vanguard statt, deren Taufe am 15. Oktober 1941 folgte.
Das eigentliche nach den Originalplänen gebaute Typschiff wurde schon 55 Tage vorher, am 28. August 1941 bei Thompson’s in North Sands unter dem Namen Empire Liberty zu Wasser gelassen, gehörte aber aufgrund seines Baus in Großbritannien nicht zu den Ocean-Schiffen. Der Ocean-Typ bildete die Grundlage zur Entwicklung des Liberty-Frachters durch das New Yorker Schiffsingenieurbüro Gibbs & Cox.
Einige Schiffe des Typs „Ocean“ waren bis Mitte der 1980er Jahre im Einsatz, wobei die Ocean Athlete 1985 verschrottet wurde und die Ocean Merchant bis 1992 als Zhan Dou 26 im chinesischen Schiffsregister eingetragen war.

## Abmessungen und Daten
Die Abmessungen des Standardschiffes vom Ocean-Typ betrugen 129,41 Meter Länge über alles (126,80 Meter Länge zwischen den Loten), 17,34 Meter größte Breite auf Spanten, 11,38 Meter Seitenhöhe bis zum Hauptdeck und 8,18 Meter Tiefgang als Volldecker mit Freibord. Das Schiff hatte zwei durchlaufende Decks und sieben wasserdichte Schotten. Die Tragfähigkeit betrug 10.100 tdw, etwas weniger als beim amerikanischen Liberty-Typ. Das lag vorwiegend an den schwereren Rauchrohrkesseln im Vergleich zu den leichteren Wasserrohrkesseln der Liberty-Schiffe. Die Laderäume hatten ein Volumen von 513.000 Kubikfuß (14.527 Kubikmeter) und es konnten 2400 Tonnen Bunkerkohle genommen werden.